# Guglielmo Brezzi
Pour les articles homonymes, voir Brezzi.
Guglielmo Giovanni Brezzi (né le 24 décembre 1898 au hameau de Castelceriolo (it) à Alexandrie, au Piémont et mort le 7 avril 1926 dans la même ville) est un footballeur italien des années 1920.

## Biographie
Tout d'abord attaquant puis milieu de terrain, Guglielmo Brezzi compte huit sélections avec l'Italie (1920-1923) pour cinq buts.
Sa première sélection est honorée à Milan, le 18 janvier 1920, contre la France, qui se solde par une victoire italienne (9-4).
Il participe aux Jeux olympiques de 1920 à Anvers. Il est titulaire contre l'Égypte, contre la France et contre l'Espagne, mais il ne joue pas contre la Norvège. L'Italie termine 5e des JO 1920. Il inscrit au cours de ce tournoi deux buts : un contre l'Égypte et un contre la France sur penalty.
Sa dernière sélection est honorée à Prague, contre la Tchécoslovaquie, le 27 mai 1923, qui se solde par une défaite italienne (1-5).
Il joue dans deux clubs italiens : le Genoa CFC et Alessandria Calcio, mais il ne remporte aucun trophée.

## Clubs
- 1919-1920 :  Genoa CFC
- 1920-1923 :  Alessandria Calcio